# Vetlá
Vetlá je vesnice, část obce Vrbice v okrese Litoměřice. Nachází se asi 1,5 km na jih od Vrbice. V roce 2009 zde bylo evidováno 119 adres. Trvale zde žije 266 obyvatel. Vetlá je také název katastrálního území o rozloze 3,75 km².

## Historie
První písemná zmínka o vesnici pochází z roku 1333, kdy se po ní psal Půta z Vetlé. V roce 1340 jeho synové Vaněk, Jaroslav, Půta a Ješek Kožka prodali vesnici se dvorem a tvrzí biskupu Janovi z Dražic a augustiniánskému klášteru v Roudnici nad Labem, který příjmy z vesnice používal k financování roudnického špitálu. Roku 1420 byla vesnice zastavena Kerunkovi ze Sulevic a v roce 1436 Janovi ze Smiřic. Později bývala Vetlá součástí roudnického a od roku 1617 brozanského panství. Zdejší tvrz zanikla nejspíše během třicetileté války. Stávala pravděpodobně v sousedství kostela svatého Jakuba.

## Obyvatelstvo
|                                                                 | 1869 | 1880 | 1890 | 1900 | 1910 | 1921 | 1930 | 1950 | 1961 | 1970 | 1980 | 1991 | 2001 | 2011 |
| --------------------------------------------------------------- | ---- | ---- | ---- | ---- | ---- | ---- | ---- | ---- | ---- | ---- | ---- | ---- | ---- | ---- |
| Obyvatelé                                                       | 324  | 334  | 373  | 321  | 367  | 353  | 372  | 260  | 288  | 242  | 223  | 172  | 188  | 216  |
| Domy                                                            | 61   | 62   | 65   | 72   | 77   | 79   | 84   | 94   | .    | 74   | 69   | 86   | 98   | 113  |
| Počet domů z roku 1961 je zahrnut v domech místní části Vrbice. |      |      |      |      |      |      |      |      |      |      |      |      |      |      |

## Pamětihodnosti
- Kostel svatého Jakuba Většího
- Venkovský dům čp. 27